# Tuoba laticollis
Tuoba laticollis är en mångfotingart som först beskrevs av Carl Graf Attems 1903.  Tuoba laticollis ingår i släktet Tuoba och familjen storjordkrypare. Inga underarter finns listade i Catalogue of Life.